# 山本貴光
山本 貴光（やまもと たかみつ、1971年1月25日 - ）は、日本の文筆家、ゲーム作家、翻訳家、教員。

## 人物・来歴
1994年、慶應義塾大学環境情報学部を一期生として卒業。ゲームメーカ「コーエー」にてゲーム企画・プログラミングに従事したのち2004年に独立。以後フリーランスのゲーム作家・文筆家・翻訳者として活動。2016年、モブキャストとプロ契約。日本図書設計家協会客員会員・金沢美術工芸大学客員教授・立命館大学大学院先端総合学術研究科講師・東京工業大学リベラルアーツ研究教育院教授などを歴任。八雲出（やくも・いずる）の筆名でも活動する。
1997年から2017年まで、書評サイト「哲学の劇場」を吉川浩満と共同で運営した。2001年ごろ、同サイトを通じて朝日出版社の編集者にスカウトされ、2004年に最初の共著『心脳問題』の刊行に至った。2020年、「哲学の劇場」をYouTubeチャンネル・ポッドキャストチャンネルとして再開した。
吉川浩満とは大学時代から交流があり、ともに慶応SFC一期生、赤木昭夫ゼミの同窓生にあたる。
同居人・パートナーは橋本麻里。

## ゲーム
- 『That's QT』（PlayStation） 2000
- 『戦国無双』（PlayStation 2） 2004

## 著書

### 単著
- 『デバッグではじめるCプログラミング』（翔泳社） 2008
- 『コンピュータのひみつ』（朝日出版社） 2010
- 『文体の科学』（新潮社） 2014
- 『世界が変わるプログラム入門』（ちくまプリマー新書） 2015
- 『「百学連環」を読む』（三省堂） 2016
- 『文学問題（F+f）+』（幻戯書房） 2017
- 『投壜通信』（本の雑誌社） 2018
- 『マルジナリアでつかまえて 書かずば読めぬの巻』（本の雑誌社） 2020.7
- 『記憶のデザイン』 (筑摩選書） 2020.10
- 『マルジナリアでつかまえて2 世界でひとつの本になるの巻』（本の雑誌社） 2022.5
- 『世界を変えた書物: 人類の知性を辿る旅』（橋本麻里編集、小学館） 2022.10
- 『文学のエコロジー』（講談社） 2023.11

### 共著
- 『心脳問題 「脳の世紀」を生き抜く』（吉川浩満共著、朝日出版社） 2004
- 『問題がモンダイなのだ』（吉川浩満共著、ちくまプリマー新書） 2006
- 『ゲームの教科書』（馬場保仁共著、ちくまプリマー新書） 2008
- 『サイエンス・ブック・トラベル　世界を見晴らす100冊』（編、河出書房新社） 2015
- 『世界を読み解く科学本 ; 科学者25人の100冊』（河出文庫） 2021.11
- 『脳がわかれば心がわかるか - 脳科学リテラシー養成講座』（吉川浩満共著、太田出版） 2016
- 『高校生のためのゲームで考える人工知能』（三宅陽一郎共著、ちくまプリマー新書） 2018
- 『その悩み、エピクテトスなら、こう言うね。: 古代ローマの大賢人の教え』（吉川浩満共著、筑摩書房） 2020.3
- 『人文的、あまりに人文的 古代ローマからマルチバースまでブックガイド20講+α』（ 吉川浩満共著、本の雑誌社） 2021.1
- 『自由に生きるための知性とはなにか』（晶文社） 2022.9
- 『私たちはAIを信頼できるか』（大澤真幸ら、文藝春秋） 2022.9
- 『絶版本』（柏書房） 2022.9

## 翻訳
- 『マインド 心の哲学』（ジョン・R・サール、吉川浩満共訳、朝日出版社） 2006
- 『ルールズ・オブ・プレイ ゲームデザインの基礎』（ケイティ・サレン, エリック・ジマーマン、ソフトバンククリエイティブ） 2013
- 『先史学者プラトン』（メアリ・セットガスト、國分功一郎序文、吉川浩満共訳、朝日出版社） 2018
- 『MiND』（ジョン・R・サール、吉川浩満共訳、ちくま学芸文庫） 2018

### 編集協力
- 『クリエイター・スピリットとは何か？』（杉山知之、ちくまプリマー新書） 2007
- 『タブーの正体! - マスコミが「あのこと」に触れない理由』（川端幹人、ちくま新書） 2012
- 『専門家が答える 暮らしの放射線Q&A』（日本保健物理学会、暮らしの放射線Q&A活動委員会、朝日出版社） 2013
- 『「つながり」の進化生物学』（岡ノ谷一夫、朝日出版社） 2013
- 『触楽入門 - はじめて世界の触れるときのように』（仲谷正史＋筧康明＋三原聡一郎＋南澤孝太、朝日出版社） 2016
- 『人工知能のための哲学塾』（三宅陽一郎、BNN） 2016